# Défenseur de la Foi

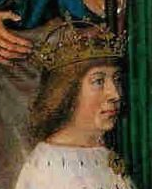
Jacques IV d'Écosse, Défenseur de la Foi

Défenseur de la Foi (latin : Fidei Defensor) est un prédicat honorifique attribué par le pape à certains monarques et que certains monarques se sont attribués.
Ce titre a été attribué pour la première fois en 1507 par le pape Jules II à Jacques IV d'Écosse. Il fut conféré par le légat pontifical Robert Bellenden à l'abbaye de Holyrood,.
Il a été attribué une seconde fois en 1521 à Henri VIII par le pape Léon X en reconnaissance de la publication par le Roi de Défense des sept sacrements,,,.
En 1530, lors de l'excommunication d'Henri VIII, ce titre lui a été retiré par la même occasion. Toutefois, Henri VIII et ses successeurs continuèrent à porter le titre de "Défenseur de la Foi et de l'Église d'Angleterre",. 
En 1537, ce titre fut attribué à Jacques V, roi d'Écosse et adversaire d'Henri VIII, par le pape Paul III.
En 1684, ce titre fut attribué à Jean III Sobieski, roi de Pologne et vainqueur de la bataille de Vienne contre les Ottomans par le pape Innocent XI,.

## Autres prédicats
Les monarques d'autres nations européennes ont reçu des titres similaires de la part du pape :
- Hongrie : Majesté Apostolique (octroyé vers 1000) ;
- France : Majesté Très Chrétienne (octroyé vers 1380) ;
- Espagne : Sa Majesté Catholique (octroyé en 1493)
- Portugal : Majesté Très Fidèle (octroyé en 1748).